# Pandemia de COVID-19 en Acre
Los primeros casos de la pandemia de COVID-19 en Acre, estado de Brasil, se detectaron el 17 de marzo de 2020. Al 11 de enero de 2022, hay 88.440 casos confirmados y 1852 fallecidos.

## Cronología

### 2020: Brote inicial, crecimiento exponencial y primera ola
El 17 de marzo se reportaron tres primeros casos de COVID-19 en Río Branco, capital de Acre. Los casos eran de un hombre de 30 años y una mujer de 50 años que habían vuelto de un viaje del estado de São Paulo, y una mujer de 37 años, que volvió de un viaje de Fortaleza.
El 6 de abril se registró la primera muerte en el estado. Fue en Río Branco y se trató de una mujer de 79 años hipertensa y diabética.

## Estadísticas

### Según municipio
Lista de casos y fallecimientos por COVID-19 en los principales municipios de Acre:
| Posición | Municipio              | N.º casos | N.º muertes |
| -------- | ---------------------- | --------- | ----------- |
| 1        | Río Branco             | 38 351    | 1094        |
| 2        | Plácido de Castro      | 1796      | 20          |
| 3        | Acrelândia             | 1797      | 37          |
| 4        | Xapuri                 | 3032      | 31          |
| 5        | Cruzeiro do Sul (Acre) | 7914      | 168         |
| 6        | Senador Guiomard       | 1206      | 42          |
| 7        | Bujari                 | 1149      | 17          |
| 8        | Porto Acre             | 1554      | 38          |
| 9        | Mâncio Lima            | 2992      | 32          |